# Robin Kool
Robin Kool, pseud. "ropz" (ur. 22 grudnia 1999) – estoński profesjonalny gracz Counter-Strike: Global Offensive, będący riflerem dla organizacji Team Vitality. Były reprezentant estońskiej formacji lokalnej – OnlineBOTS. 19 najlepszy gracz CS:GO 2018 roku. W swojej karierze zarobił ok. 443 tysiące dolarów.

## Życiorys
Kariera Robina zaczęła się 30 maja 2016 roku, kiedy dołączył do OnlineBOTS, lecz z powodu słabych wyników, opuścił ją 15 października tego samego roku. Najważniejszy moment w jego karierze nastał 12 kwietnia 2017 roku, kiedy dołączył do mousesports. W tej organizacji, ropz dostał się na najwyższy poziom sceny e-sportowej CS:GO. 1 lipca 2017 roku mousesports zakwalifikowało się na turniej PGL Major Kraków, gdzie ostatecznie zajęli 12/14 miejsce. 20 lipca 2019, Robin wraz z mousesports zakwalifikował się na StarLadder Major Berlin, gdzie przegrali potyczkę z Team Liquid i uplasowali się na 9/11 miejscu. Pod koniec 2019 roku mousesports wygrało takie turnieje jak cs_summit 5, ESL Pro League Season 10 Finals czy CS:GO Asia Championships. Tym samym organizacja znalazła się na 2 miejscu w zestawieniu najlepszych drużyn CS:GO, tworzonych przez serwis HLTV.

## Wyróżnienia indywidualne
- Został nazwany przez NiKo przełomowym graczem 2017 roku[6].
- Był pierwszym Estończykiem, który zakwalifikował się na turniej rangi Major[7].
- Został wybrany 19 najlepszym graczem 2018 roku według serwisu HLTV[8].
- Został uznany najlepszym graczem turnieju ESL Pro League Season 10 Finals[9].
- Został wybrany 10 najlepszym graczem 2019 roku według serwisu HLTV[10].

## Osiągnięcia[11][1]
- 3/4 miejsce – DreamHack Open Tours 2017
- 5/6 miejsce – ESL Pro League Season 5 Finals
- 5/6 miejsce – DreamHack Open Summer 2017
- 12/14 miejsce – PGL Major Kraków 2017
- 1 miejsce – ESG Tour Mykonos 2017
- 2 miejsce – Hellcase Cup #6
- 1 miejsce – ROG Masters 2017 EMEA
- 3/4 miejsce – DreamHack Open Denver 2017
- 2 miejsce – DreamHack Open Winter 2017
- 2 miejsce – Esports Championship Series Season 4 Finals
- 1 miejsce – LOOT.BET Cup #2
- 5/8 miejsce – ELEAGUE Major Boston 2018
- 1 miejsce – StarLadder i-League StarSeries Season 4
- 1 miejsce – V4 Future Sports Festival Budapeszt 2018
- 1 miejsce – ESL Pro League Season 7 Europe
- 3/4 miejsce – Intel Extreme Masters XIII Sydney
- 3/4 miejsce – StarLadder i-League StarSeries Season 5
- 2 miejsce – ESL One Belo Horizonte 2018
- 3/4 miejsce – ELEAGUE CS:GO Premier 2018
- 3/4 miejsce – DreamHack Masters Stockholm 2018
- 1 miejsce – ESL One New York 2018
- 3/4 miejsce – ESL Pro League Season 8 Finals
- 1 miejsce – ESL Pro League Season 9 Europe
- 1 miejsce – DreamHack Open Tours 2019
- 3/4 miejsce – ESL Pro League Season 9 Finals
- 1 miejsce – Europe Minor Championship Berlin 2019
- 9/11 miejsce – StarLadder Major Berlin 2019
- 1 miejsce – GG.BET Beijing Invitational
- 3/4 miejsce – V4 Future Sports Festival Budapeszt 2019
- 1 miejsce – ESL Pro League Season 10 Europe
- 1 miejsce – CS:GO Asia Championships 2019
- 1 miejsce – ESL Pro League Season 10 Finals
- 1 miejsce – cs_summit 5
- 2 miejsce – EPICENTER 2019